# Urganch
|  | Aquest article tracta sobre la ciutat moderna. Vegeu-ne altres significats a «Gurganj». |

Urganch (en uzbek: Urganch, Урганч; rus: Ургенч, Urguentx; persa:  گرگانج , Gurganj) és una ciutat al sud-oest de l'Uzbekistan amb una població de 150.120 habitants (2005). És la capital de la província de Coràsmia. La ciutat se situa a 450 km a l'oest de Bukharà a través del desert Khizilkhum, prop del riu Amudarià i del canal Shavat i de la ciutat històrica de Khivà. Està situat a 91 msnm d'altitud.
Antigament havia format part de la ruta de la Seda.

## Història
La ciutat moderna d'Urganch és de la segona meitat del segle xix, però el seu origen és l'històrica població de Konye-Urgench (o «Vella Urganch») actualment situada al Turkmenistan, un dels centres més importants de la ruta de la seda. Quan el curs de l'Amudarià va canviar durant el segle xvi, la Vella Urganch va quedar abandonada perquè no tenia accés a l'aigua. La Nova Urganch va ser fundada per russos a la segona meitat del segle xix en una petita estació comercial del Kanat de Khivà.